# József Krenner
Dans le nom hongrois Krenner József, le nom de famille précède le prénom, mais cet article utilise l’ordre habituel en français József Krenner, où le prénom précède le nom.
József (Sándor) Krenner ([ˈjo:ʒɛf (ˈʃa:ndoɾ)], [ˈkɾɛnnɛɾ]) né le 3 mars 1839 et décédé le 6 janvier 1920 est un minéralogiste hongrois. Il était membre de l'Académie hongroise des sciences (Magyar Tudományos Akadémia, MTA). Son nom a été donné à la krennerite /Au,Ag/Te2.

## Biographie
Il a obtenu son doctorat en Allemagne, à l'université de Tübingen. À partir de 1874 il devient membre par correspondance de l'Académie hongroise des sciences.
Dans sa jeunesse il était le précepteur de Roland Eötvös. En 1888 il devient membre à part entière de l'Académie des sciences.
La collection de minéraux du Musée national hongrois est devenue mondialement connue sous sa direction.
Avec l'aide du directeur du musée, Ferenc Pulszky ainsi que Jòzsef Eötvös et Andor Semsey il a obtenu le soutien de la Chambre des députés pour l'achat de pièces rares. C'est ainsi qu'il a fait l'acquisition de la fameuse collection de minéraux du prince Lobkovitz.
La collection a malheureusement péri en 1956.

## Espèces minérales décrites
- andorite 1889 qui porte le nom de son confrère Andor Semsey (1833-1923), géologue, minéralogiste
- avasite 1881 en référence à la vallée de Avas (aujourd'hui Oaș en Roumanie). Espèce déclassée comme variété, contestée, de limonite siliceuse.
- dognacskaite ou dognacskite 1884; en référence à la localité hongroise de Dognácska (aujourd'hui Dognecea, Caraș-Severin, Roumanie). Espèce déclassée comme mélange de bismuthinite et de chalcocite.
- fizelyite 1915, dédiée à Sándor Fizély (1856-1930) minéralogiste et ingénieur des mines hongrois qui l'a découverte dans la mine d’Herja (Kisbánya, près de Nagybánya, aujourd'hui en Roumanie).
- kornélite 1888 dédiée à Kornél Hlavacsek ingénieur des mines qui l'a découverte dans la mine de Szomolnok (en allemand Schmölnitz, aujourd'hui Smolník en Slovaquie).
- krennerite en 1877, découverte dans la mine d'or de Nagyág (en allemand Sekerembe, aujourd'hui Săcărâmb, commune de Certeju de Sus, Roumanie). Décrite initialement sous le nom de  bunsenine, en hommage à son ancien professeur, le chimiste Robert Wilhelm Bunsen. Renommée par G. vom Rath en krennerite pour éviter la confusion avec la bunsénite.
- lorandite 1894, découverte à Allchar (Alsar) près de Rojden (aujourd'hui en République de Macédoine) et dédiée au physicien hongrois Loránd Eötvös.
- pulszkyite, sulfate double de cuivre et de zinc non reconnu par l'IMA trouvé à Úrvölgy (aujourd'hui Špania Dolina, Slovaquie). Porte le nom de Ferenc Pulszky (en) (1814-1897), homme politique, archéologue et directeur du Muséeum national hongrois.
- romboklas 1891 trouvé à Szomolnok.Espèce déclassée comme synonyme de rhomboclase.
- schafarzikite 1915 découverte dans la mine de Krížnica, à Pernek (aujourd'hui en Slovaquie). Dédiée à Ferenc Schafarzik (de) (1854-1927), géologue hongrois.
- semseyite en 1881, Felsőbánya (aujourd'hui Baia Sprie, Roumanie). Dédiée à Andor Semsey (eo) (1833-1923), géologue, minéralogiste hongrois.
- sjögrenite 1910, découverte à Långban, Filipstad, Värmland, Suède. Dédiée au géologue suédois Hjalmar Sjörgen (1856-1922).
- szomolnokite 1877, découverte à Szomolnok (en allemand Schmölnitz, aujourd'hui Smolník en Slovaquie), et nommé d'après ce topotype.
- szechenyiite 1883, Birmanie (Myanmar). L'expédition asiatique de Béla Széchenyi a été présentée dans un ouvrage scientifique en trois tomes : les deux premiers par Dr Lajos Lóczy (eo), le troisième par Krenner, qui y présente la "széchenyiite". Espèce discréditée par l'IMA en 1978[1].
- warthaite 1909. dédiée au chimiste hongrois Vince Wartha (eo) (1844-1914) premier professeur de technologie chimique à l'Université Scientifique de Budapest. Espèce déclassée comme synonyme de heyrovskýite.